# Конституція Канади
Конститу́ція Канади (англ. Constitution of Canada) (фр. La Constitution du Canada) — основний закон держави Канади, який складається як із кодифікованих Актів, записаного тексту, так і неписаних традицій та угод. Конституція включає систему управління Канади та громадянські права і свободи.
Інтерпретація Конституції називається «Канадським конституційним законом». Параграф 52(2) Конституційного акту 1982 року визначає зміст Конституції Канади, Канадську Хартію прав і свобод, яка гарантує громадянам основні права і свободи.

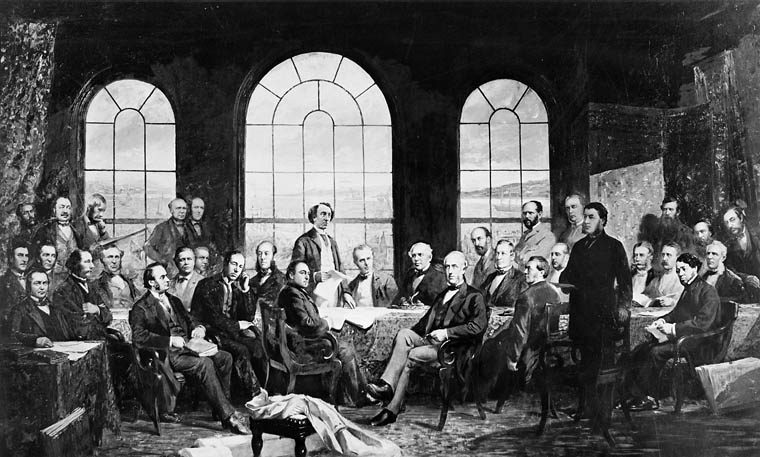
Батьки Канадської Конфедерації. Живопис зображає переговори, які привели до прийняття Акту про Британську Північну Америку 1867 року

Двома основними документами вважаються Акт про Британську Північну Америку 1867 року або нині «Акт про Конституцію 1867 року», що проголосив Канаду домініоном Великої Британії, та Конституційний акт 1982 року, який встановив, що всі закони, що приймаються в Канаді, не потребують формального підтвердження у парламенті Великої Британії.

## Історія Конституції
Першим прообразом конституції для Канади була Королівська прокламація 1763 року. Цей акт перейменовував Канаду в «Провінцію Квебек», перетворював її межі і засновував провінційний уряд, який призначається британським урядом. Декларація фактично вважалася конституцією Квебека, до того як в 1774 році британський уряд не прийняв Акт про Квебек 1774 року, що встановлював в області Квебека численні процедури для коронних володінь. Серед іншого він розширив кордони колонії і затвердив британський кримінальний кодекс.
Колонія Канада отримала свою першу справжню конституцію у вигляді Конституційного акту 1791 року, який встановив склад уряду. Пізніше він був замінений Актом про Союз 1840 року і Актом про Британську Північну Америку 1867 року, який заснував Домініон Канада.
У 1931 році британський парламент голосує за Вестмінстерський статут. Цей акт надав усім країнам-домініонам законодавчі права, які були рівні правам Сполученого королівства. У 1982 році він отримав логічне продовження під час голосування британського парламенту за Акт про Канаду 1982 року, який припиняє всі його конституційні та законодавчі зв'язку, що залишалися з Канадою, і приймає законність Конституційного акту 1982 року. Конституційний акт 1982 року був прийнятий як Додаток до Акту про Канаду 1982 року.
З введенням Акта про Канаду і Канадської хартії прав і свобод, що додається до нього, в канадському конституційному праві багато що змінилося. Конституційний акт включив у себе ряд конституційних угод і зробив процедуру внесення змін набагато складнішою. Хартія справила драматичну зміну в конституційному праві, так що воно зосереджується тепер, головним чином, на особистих і колективних правах канадців. До прийняття Хартії в 1982 році особисті права і свободи не мали в Канаді ніякого міцного конституційного захисту. Коли один з рівнів влади приймав закон, який перебував, як здавалося, в протиріччі з політичними правами, канадські конституційні адвокати повинні були надавати винахідливі доводи, наприклад, стверджуючи, що закон порушує поділ федеральних і провінційних урядів або надавати технічні недоліки, які було складно розгледіти в правах і свободах особистості. Однак з 1982 року Хартія стала найбільш цитованою частиною Конституції і зміцнила захист прав канадців. Квебек так і не ратифікував канадську конституцію.

### Конституційний акт 1867 року
Цей закон був актом британського парламенту і спочатку відомий під назвою Акт про Британську Північну Америку 1867 року, він створив Домініон Канада з трьох окремих провінцій (Нової Шотландії, Нью-Брансвіку і Об'єднаної Канади, що складається з Нижньої (Квебек) і Верхньої Канади (Онтаріо)) Британської Північної Америки і дозволив після цього іншим провінціям (колоніям) приєднатися до цього союзу.
Цей акт визначає образ правління Канади, що поєднує Вестмінстерську модель парламентського правління Сполученого королівства з поділом влади (федералізм). Хоча і відбулася низка актів про Британську Північну Америку, саме перший з них залишається найбільш відомим і вважається основним документом Канадської конфедерації (тобто союзу провінцій і колоній Британської Північної Америки). З репатріацією конституції в 1982 року цей акт був перейменований в Конституційний акт 1867 року.
Репатріація конституційних повноважень з британської імперії в Канаду проходила не без заковик. Насправді, порядок організації репатріації не був одностайно прийнятий провінційними законодавчими органами. Однак Верховний суд Канади постановив, що одностайність провінцій не була необхідною для цього процесу. З 1867 року до обговорення про розподіл повноважень між федеральним і провінційними законодавчими органами поверталися неодноразово. Однак Верховний суд Канади і Судовий комітет Таємної ради до теперішнього часу вирішили основну частину питань про розподіл повноважень. Очевидно, що питання про конституційний розділ будуть виникати й надалі — особливо через технічний і соціальний прогрес, — так як канадська Конституція — це «живе дерево, яке, завдяки передовій інтерпретації, пристосовується до реальностей сучасного життя».

### Конституційний акт 1982 року
Цей закон був актом Парламенту Канади, який вимагає повної політичної незалежності від Сполученого королівства. Ця угода була підписана без згоди однієї з провінцій-засновниць країни і єдиною офіційною франкомовною територією Канади — Квебеку. Верховний суд Канади постановив, що одностороння патріація конституції без згоди Квебека законна, але несправедлива. Частина V цього акту створила процедуру конституційної зміни, яка не вимагає голосування британського парламенту. До того ж, частина I цього закону утворює Канадську хартію прав і свобод, що визначає політичні права і свободи кожного канадського громадянина, в тому числі свободу совісті та віросповідання, вираження думки, право на пересування і т. Д. Частина II присвячена правам корінних народів Канади.